# Urbacodon itemirensis
Urbacodon itemirensis es una especie del género extinto Urbacodon (acrónimo“URBAC”+ gr. diente”) de dinosaurio terópodo trodóntido, que vivió a mediados del período Cretácico, hace aproximadamente 94 millones de años, en el Cenomaniense, en lo que es hoy Asia.
El nombre se basó en el holotipo ZIN PH 944/16, un único dentario izquierdo con dientes de reemplazo preservados de la Cenomaniense Formación Dzharakuduk. Averianov y Sues también identificaron dientes y otros materiales, descritos anteriormente por Lev Nesov, como Urbacodon sp. de la cercana Formación Bissekty del Turoniense. El dentario holotipo de U. itemirensis mide 79,2 milímetros de largoy tiene 32 posiciones de dientes. Es bastante recto en la vista superior. Los dientes están muy juntos, pero entre los veinticuatro dientes delanteros y los ocho dientes traseros hay un espacio distintivo, un diastema.  Se estima que midió solo 120 centímetros de largo, 50 de alto y solo 10 kilogramos de peso. El dentario del holotipo mide 79,1 milímetro.
El holotipo fue encontrado en la Formación Dzharakuduk, encontrado el 9 de septiembre de 2004 por Anton Sergeevich Rezwiy que descubrió la mandíbula inferior de un pequeño terópodo cerca de Itemir en la cantera IT-01, en la depresión Itemir-Dzharakuduk, en el desierto de Kyzylkum central, en Navoi Viloyat, Uzbekistán. La expedición estaba formada por paleontólogos de Uzbekistán, Rusia, Inglaterra, Estados Unidos y Canadá, países cuyas iniciales en inglés forman el acrónimo URBAC, con el que se nombra el género. Este acrónimo se combinó con un griego ὀδών, odon , "diente". El nombre específico se refiere a la procedencia de Itemir.
Los dientes del Urbacodon se asemejan a los del Byronosaurus y el Mei, debido a la falta de serraduras que a los trodóntidos derivados. Del Byronosaurus  por menos forámenes neurovasculares en lateral del dentario, dientes más bulbosos en la cara anterior, del mei por su mayor tamaño. La diastema es un rasgo único, pero no se designó formalmente como una autapomorfia porque podría ser el resultado de una variación individual. Urbacodon se parece a Byronosaurus y Mei, pero se diferencia de la mayoría de los otros Troodontidae en que sus dientes carecen de estrías. Urbacodon se distingue de Byronosaurus por un surco dentario lateral menos vascularizado y coronas de dientes anteriores más bulbosas, y de Mei por un tamaño considerablemente mayor.